# Othonna abrotanifolia
Othonna abrotanifolia là một loài thực vật có hoa trong họ Cúc. Loài này được (Harv.) Druce mô tả khoa học đầu tiên năm 1917.